# Deicke ADM 11
Die Deicke ADM 11 ist ein als Einzelexemplar hergestelltes Leichtflugzeug der 1930er Jahre.

## Entwicklung
Der Konstrukteur Arthur Deicke war ein Verfechter des „Fliegens für jedermann“ und beschäftigte sich in Regensburg seit 1909 mit der Entwicklung möglichst kostengünstiger Fluggeräte. Nach einer kriegsbedingten Unterbrechung führte er seine Arbeiten ab 1919 fort und entwickelte mehrere Typen, die er mit ebenfalls von ihm ab 1924 konstruierten und gebauten Motoren ausstattete. Ab 1933 entstand nach einem Umzug nach München als seine erfolgreichste Konstruktion der Deicke-Kabineneindecker ADM 11, der im folgenden Jahr vollendet und von Rolf Rojan eingeflogen wurde. Als Antrieb diente ein von Deicke 1932 gebauter 22-PS-Motor mit 0,75 l Hubraum und jeweils 78 mm Hub/Bohrung. Die Erprobung konnte nur mit Unterbrechungen durchgeführt werden, da das Flugzeug keine Zulassung und München zeitweise keine Flugplätze mit entsprechender Genehmigung besaß, um derartige Typen testweise zu betreiben. Die ADM 11 ist für diese Zeit bei der Deutschen Verkehrsfliegerschule in Schleißheim nachweisbar. Im Jahr 1936 erfolgte die Zulassung als D–YHEX. Im gleichen Jahr nahm sie am 31. Juli mit dem Flugzeugführer Anton Fembacher zum anlässlich der XI. Olympischen Spiele veranstalteten Großflugtag auf dem Flughafen Tempelhof teil und trug in der Kategorie der Leichtflugzeuge den Sieg davon. Nach dem Krieg wurde die ADM 11 offenbar von Deicke eingelagert und erst 1984 nach dem Tod von dessen Witwe wiederentdeckt. Das Flugzeug wurde in den 2000er Jahren restauriert und befindet sich in Italien in Privatbesitz.

## Konstruktion
Die ADM 11 ist ein freitragender Schulterdecker in Ganzholzbauweise. Der Rumpf besteht aus einem sperrholzbeplankten Holzgerüst und besitzt eine aufsetzbare Kabinenhaube. Das Tragwerk ist ebenfalls eine Holzkonstruktion, wobei die Vorderkante der Tragfläche mit Sperrholz verkleidet und ansonsten wie auch das abgestrebte Leitwerk mit Stoff bespannt ist. Das konventionelle Fahrwerk ist starr, gefedert und besitzt keine durchgehende Achse. Am Heck befindet sich ein Schleifsporn.

## Technische Daten
| Kenngröße                    | Daten |
| ---------------------------- | --- |
| Besatzung                    | 1 |
| Spannweite                   | 9,85 m |
| Länge                        | 5,30 m |
| Höhe                         | 1,35 m |
| Flügelfläche                 | 8,00 m² |
| Flügelstreckung              | 12,12 |
| Flächenbelastung             | 28,75 m² |
| Leistungsbelastung           | 10,45 kg/PS |
| Flächenleistung              | 2,75 PS/m² |
| Rüstmasse                    | 140 kg |
| Zuladung                     | 90 kg |
| Startmasse                   | 230 kg |
| Antrieb                      | ein luftgekühlter Zweizylinder-Zweitakt-Boxermotor mit starrer Zweiblatt-Holzluftschraube (⌀ 1,25 m, Fläche 1,23 m²) |
| Typ, Leistung                | Deicke ADM 7, 16,4 kW (22 PS)                                                                                        |
| Kraftstoffvorrat (Verbrauch) | 20 l (5,7 l/100 km)                                                                                                  |
| Höchstgeschwindigkeit        | 125 km/h |
| Landegeschwindigkeit         | 60 km/h |
| Dienstgipfelhöhe             | 2500 m |
| Reichweite                   | 425 km |